# Municipio Exaltación
Das Municipio  Exaltación  ist ein Verwaltungsbezirk im Departamento Beni im südamerikanischen Anden-Staat Bolivien.

## Lage im Nahraum
Das Municipio Exaltación ist eines von zwei Municipios der Provinz Yacuma und liegt im nördlichen Teil der Provinz. Es grenzt im Westen an die Provinz Ballivián, im Süden an das Municipio Santa Ana, im Osten an die Provinz Mamoré und im Norden an die Provinz Vaca Díez.
Zentraler Ort und Verwaltungssitz der Provinz ist Exaltación am Río Mamoré mit 1425 Einwohnern (2012) am südöstlichen Rand des Municipios.

## Geographie
Das Municipio Exaltación liegt im bolivianischen Tiefland, seine Flüsse gehören zum Einzugsgebiet des Amazonasbeckens. Die Region gehört zum Bereich der semihumiden Tropen, das Klima ist über weite Strecken des Jahres heiß und feucht.
Die Jahresdurchschnittstemperatur liegt bei 27,3 °C, die Monatswerte schwanken nur unwesentlich zwischen 25,5 °C im Juni/Juli und 28,3 °C im Oktober/November (siehe Klimadiagramm Santa Ana del Yacuma). Die Jahresniederschläge mit 1645 m liegen etwa doppelt so hoch wie in Mitteleuropa. Einer kurzen Trockenzeit von Juni bis August mit Monatswerten von weniger als 35 mm steht eine Feuchtezeit gegenüber, die von Dezember bis März Niederschlagswerte von mehr als 200 mm ausweist.

## Bevölkerung
Die Einwohnerzahl ist zwischen 1992 und 2024 auf das Doppelte angestiegen:
| Jahr | Einwohner | Quelle       |
| ---- | --------- | ------------ |
| 1992 | 3967      | Volkszählung |
| 2001 | 9247      | Volkszählung |
| 2012 | 6362      | Volkszählung |
| 2024 | 7890      | Volkszählung |

Die Bevölkerungsdichte des Municipios bei der letzten Volkszählung von 2024 betrug 0,3 Einwohner/km², der Anteil der städtischen Bevölkerung ist 0 Prozent. Die Lebenserwartung der Neugeborenen lag im Jahr 2001 bei 65,7 Jahren.
Der Alphabetisierungsgrad bei den über 19-Jährigen beträgt 84,5 Prozent, und zwar 88,2 Prozent bei Männern und 79,1 Prozent bei Frauen.(2001)

## Politik
Ergebnis der Regionalwahlen (concejales del municipio) vom 4. April 2010:
| Wahl- berechtigte |  | Wahl- beteiligung | gültige Stimmen |  | PRIMERO | MNR-PUEBLO | MAS-IPSP | NACER  |
| ----------------- |  | ----------------- | --------------- |  | ------- | ---------- | -------- | ------ |
| 1.050             |  | 958               | 892             |  | 286     | 275        | 190      | 141    |
|                   |  | 91,2 %            | 93,1 %          |  | 32,1 %  | 30,8 %     | 21,3 %   | 15,8 % |

Ergebnis der Regionalwahlen (elecciones de autoridades políticas) vom 7. März 2021:
| Wahl- berechtigte |  | Wahl- beteiligung | gültige Stimmen |  | MTS     | MAS-IPSP | TODOS  | AHORA! | CPEM-B |
| ----------------- |  | ----------------- | --------------- |  | ------- | -------- | ------ | ------ | ------ |
| 1.539             |  | 1.281             | 1.160           |  | 646     | 406      | 53     | 33     | 8      |
|                   |  | 83,24 %           | 90,55 %         |  | 55,69 % | 35,00 %  | 4,57 % | 2,84 % | 0,69 % |

## Gliederung
Das Municipio besteht nur aus einem Kanton (cantón):
- Cantón Exaltación

## Ortschaften im Municipio Exaltación
- Kanton Exaltación
  - Exaltación 1425 Einw. – Coquinal 935 Einw.